# Ksenija Cybutovič
Ksenija Gennad'evna Cybutovič (in russo Ксения Геннадьевна Цыбутович?; Mosca, 26 giugno 1987) è una calciatrice russa, difensore del Rjazan'-VDV e della nazionale russa.

## Carriera

### Club
Nata a Mosca, all'età di nove anni entrò a far parte della scuola calcio del Rus', per poi passare al Čertanovo nel 2002. Nel 2006 si trasferì al Rossijanka con cui vinse subito il campionato russo e la Coppa di Russia. Nel 2009 cambiò squadra e andò a giocare con lo Zvezda 2005 Perm', con cui vinse un campionato russo nello stesso anno e la Coppa di Russia nel 2012. Sempre nel 2009 le venne assegnato il premio come migliore calciatrice russa dell'anno. Con lo Zvezda 2005 Perm' partecipò nel 2009 all'ultima edizione della UEFA Women's Cup, culminata con una storica finale persa contro le tedesche del FCR 2001 Duisburg. Nel 2012 passò al Rjazan'-VDV, disputando cinque stagioni e vincendo un campionato e una Coppa di Russia. Anche con il Rjazan'-VDV ebbe la possibilità di disputare la UEFA Women's Champions League nell'edizione 2014-2015, subito terminata con l'eliminazione da parte delle svedesi dell'FC Rosengård, ma con la Cybutovič autrice dell'unica rete realizzata dal Rjazan'-VDV in quest'edizione. Dopo essersi ripresa da un grave infortunio, nel 2017 dal Rjazan'-VDV, con cui ha totalizzato 96 presenze e 15 reti realizzate, passò al CSKA Mosca tornando a giocare nella capitale russa dopo undici stagioni.

### Nazionale
Con la maglia della nazionale russa under-19 Ksenija Cybutovič partecipò ai campionati europei di categoria, vincendo l'edizione 2005, edizione in cui, da capitano della squadra, realizzò l'ultimo tiro di rigore nella finale contro la Francia, decisivo per il trionfo russo. Fece parte della rosa della nazionale russa under-20 che partecipò ai campionati mondiali di categoria sia nell'edizione 2004 sia nell'edizione 2006 (mondiale ospitato dalla Russia), realizzando nel 2004 la rete del momentaneo vantaggio russo contro il Brasile nei quarti di finale.
Nel 2005 fece il suo esordio nella nazionale maggiore in occasione delle qualificazioni al campionato mondiale 2007. Ha fatto parte della rosa della squadra russa che ha partecipato ai campionati europei nel 2009 e nel 2013, realizzando una rete nella fase a gironi nell'edizione 2009. Ha ricoperto il ruolo di capitano della nazionale in varie occasioni.

## Palmarès

### Club
- Vysšij Divizion: 3

Rossijanka: 2006
Zvezda 2005 Perm': 2009
Rjazan'-VDV: 2013
- Coppa di Russia: 4

Rossijanka: 2006, 2008
Zvezda 2005 Perm': 2012
Rjazan'-VDV: 2014

### Nazionale
- Campionato d'Europa under 19: 1

2005